# Dieudonné Guthy
Dieudonné 'Guthy' Devrint (Luik, 24 december 1911 - 31 januari 1994) was een Belgische atleet, die gespecialiseerd was in de sprint. Hij nam eenmaal deel aan de Olympische Spelen en veroverde op twee onderdelen vijf Belgische titels.

## Biografie
Guthy veroverde tussen 1934 en 1936 op de 100 m drie opeenvolgende en op de 200 m twee Belgische titels. Op beide afstanden nam hij deel aan de Olympische Spelen van 1936 in Berlijn en de Europese kampioenschappen van 1938 in Parijs. Hij kon alleen op de 200 m in Parijs de reeksen overleven. Op de Olympische Spelen van 1936 was hij in de reeksen van de 100 m een rechtstreekse tegenstander van Jesse Owens.
Guthy evenaarde in 1936 met een tijd van 10,7 s het Belgisch record van Paul Brochart op de 100 m.

### Clubs
Guthy was aangesloten bij FC Luik. Daar werd hij na zijn actieve carrière trainer en coach. Hij werd ook ondervoorzitter van de Koninklijke Belgische Atletiekbond.

## Belgische kampioenschappen
| Onderdeel | Jaar             |
| --------- | ---------------- |
| 100 m     | 1934, 1935, 1936 |
| 200 m     | 1934, 1936       |

## Persoonlijke records
| Onderdeel | Prestatie | Datum        | Plaats   |
| --------- | --------- | ------------ | -------- |
| 100 m     | 10,7 s    | 28 juni 1936 | Verviers |
| 200 m     | 22,5 s    | 1934         |          |

## Palmares

### 100 m
- 1934:  BK AC - 11,0 s
- 1935:  BK AC - 11,0 s
- 1936:  BK AC - 10,8 s
- 1936: 4e in reeks OS in Berlijn
- 1938: 4e in reeks EK in Parijs

### 200 m
- 1934:  BK AC - 22,5 s
- 1936:  BK AC - 22,5 s
- 1936: 4e in reeks OS in Berlijn
- 1938: 6e in ½ fin. EK in Parijs